# 李偉文 (臺灣)
李偉文（1961年—），出生於臺灣南投，中山醫學大學牙醫系畢業，有多種身分，臺灣生物學作家，環保志工，也是牙科醫師，現任荒野保護協會榮譽理事長，自然名為野榕。目前育有一對雙胞胎女兒，不時會發表自己對家庭教育的見解

## 經歷
- 荒野保護協會現任榮譽理事長
- 荒野保護協會第三屆、第四屆理事長
- 行政院國家永續發展委員會委員
- 新北市三重區湯城牙醫診所負責人
- 公共電視文化事業基金會第三屆董事

## 著作
- 《你每天都在改變世界：一個牙醫師的荒野大夢》
- 《傾聽自己的鼓聲》
- 《我在黃昏的日落前趕路》
- 《我的野人朋友：16個守護自然的遊俠故事》
- 《電影裡的生命教育》
- 《電影裡的生命教育2：夢想起飛的時刻 : 62部電影》
- 《愛在荒野流動》
- 《李偉文的退休進行式》
- 《李偉文的退休進行式2：50＋的自在活，健康老》
- 《李偉文的筆記書3 一定要幸福：在生活中實踐的91個幸福練習》
- 《只讀好冊：李偉文的60本激賞書單》

榮獲台北市立圖書館、國語日報、民生報合辦第46梯次「好書大家讀」獎:
- 《教養可以這麼浪漫》
- 《自然課可以這麼浪漫：李偉文的200個環境關鍵字》
- 《看新聞學思考：增進孩子對世界的理解力與知識力》

## 外部連結
- 李偉文部落格
- 李偉文的教育筆記 （页面存档备份，存于）
- 李偉文專欄 （页面存档备份，存于）